# 윤해
윤해(尹海, 1888년 ~ ?)는 한국의 독립운동가이다. 함남 영흥(永興) 출신이다.

## 생애
윤해는 함남 영흥 사람이다.

### 간민회와 대한국민의회 활동
1915년 3월 이래 국권회복을 목적으로 이봉우(李鳳雨)와 함께 간민회(墾民會)를 조직하고 중국 동삼성(東三省) 국자가(局子街)를 근거지로 교민 자치활동과 독립운동의 기반조성에 힘썼다. 1917년 12월 그는 노령(露領) 니콜리스크에서 문창범(文昌範)·김립(金立) 등과 함께 전로한족회중앙총회(全露韓族會中央總會)를 조직하고 부회장에 취임하여 노령지역 교민들의 항일 역량을 결집하는 한편 청구신문사(靑邱新聞社) 주필로서도 활동하였다. 1919년 2월 전로한족회중앙총회의 후신인 대한국민의회(大韓國民議會)에서 파리강화회의(巴里講和會議)에 파견될 대표로 고창일(高昌一)과 함께 선출되어 조국독립과 정부건설의 승인을 요구하기 위해 파리로 출발하였으나 당시 소련에서 일어난 볼세비키혁명으로 인하여 파리강화회의가 끝난 9월 26일에야 파리에 도착하게 되어 모든 계획이 무위로 끝나게 되었다.

### 국민대표회 창조파로 활동
1922년 12월 20일 중국 상해에서 개최된 국민대표회(國民代表會) 소집을 위한 예비회의에 참석하였다. 1923년 1월 23일 중국 상해에서 신숙(申肅)등 140여 명의 각계 대표가 참석한 가운데 국민대표회의가 개최되자 상해의 대한민국임시정부(大韓民國臨時政府)를 정통정부로 인정하고 동삼성과 노령의 독립운동인사를 수용할 것을 주장하는 개조파(改造派)와 상해 대한민국임시정부를 부인하고 즉시 해체하여 동삼성 및 노령의 독립운동인사를 총망라하여 새로운 정부를 구성하되, 동삼성 또는 노령으로 정부가 이동하여야 한다고 주장하는 창조파(創造派)가 서로 대립되었을 때 그는 창조파에 속하여 부의장으로 선출되어 활동하였다. 또한 동년 6월 4일 국민대표회의 개조파가 탈퇴하자 창조파 39명은 6월 7일에 비밀회의를 개최하여 국민위원회와 국무위원회(國務委員會)를 조직하였는데 그는 의장에 취임한 뒤 신정부인 조선공화국(朝鮮共和國) 창립에 주도적인 역할을 하였다. 1923년 중국 상해에서 창조구락부(創造俱樂部)를 조직하고 대표가 되어 상해 대한민국임시정부를 반대하는 국민대표회의 창조파 대표들의 상호친목을 도모하였다.

### 의견 충돌과 모스크바행
그리고 동년 8월 국민대표회의 창조파인 박용만(朴容萬)·신숙·김규식(金奎植) 등과 함께 중국 상해를 떠나 노령 해삼위(海蔘威)로 가서 조선공화국을 설치하려고 하였으나 노령에 있던 노농정부(勞農政府) 관헌과 의견이 충돌되어 추방당함으로 이동휘(李東輝)와 함께 중국 길림성(吉林省) 영고탑(寧古塔)으로 갔다가 1924년 다시 중국 북경(北京)으로 돌아갔다. 그는 1934년 소련으로 망명하여 모스크바 국제공산대학에서 강사로 활동하였다.

## 사후
- 대한민국 정부는 고인의 공훈을 기리기 위하여 1990년 건국훈장 독립장을 추서하였다.

## 참고자료
- 국가보훈처 독립유공자 공훈록